# 盖伊·卡尔顿 (举重运动员)
盖伊·卡尔顿（英語：Guy Carlton，1954年1月16日—2001年5月11日），美国男子举重运动员。他曾代表美国参加1984年夏季奥林匹克运动会举重比赛，获得男子110公斤级铜牌。他也曾参加1979年泛美运动会。